# Wojciech Tomaka

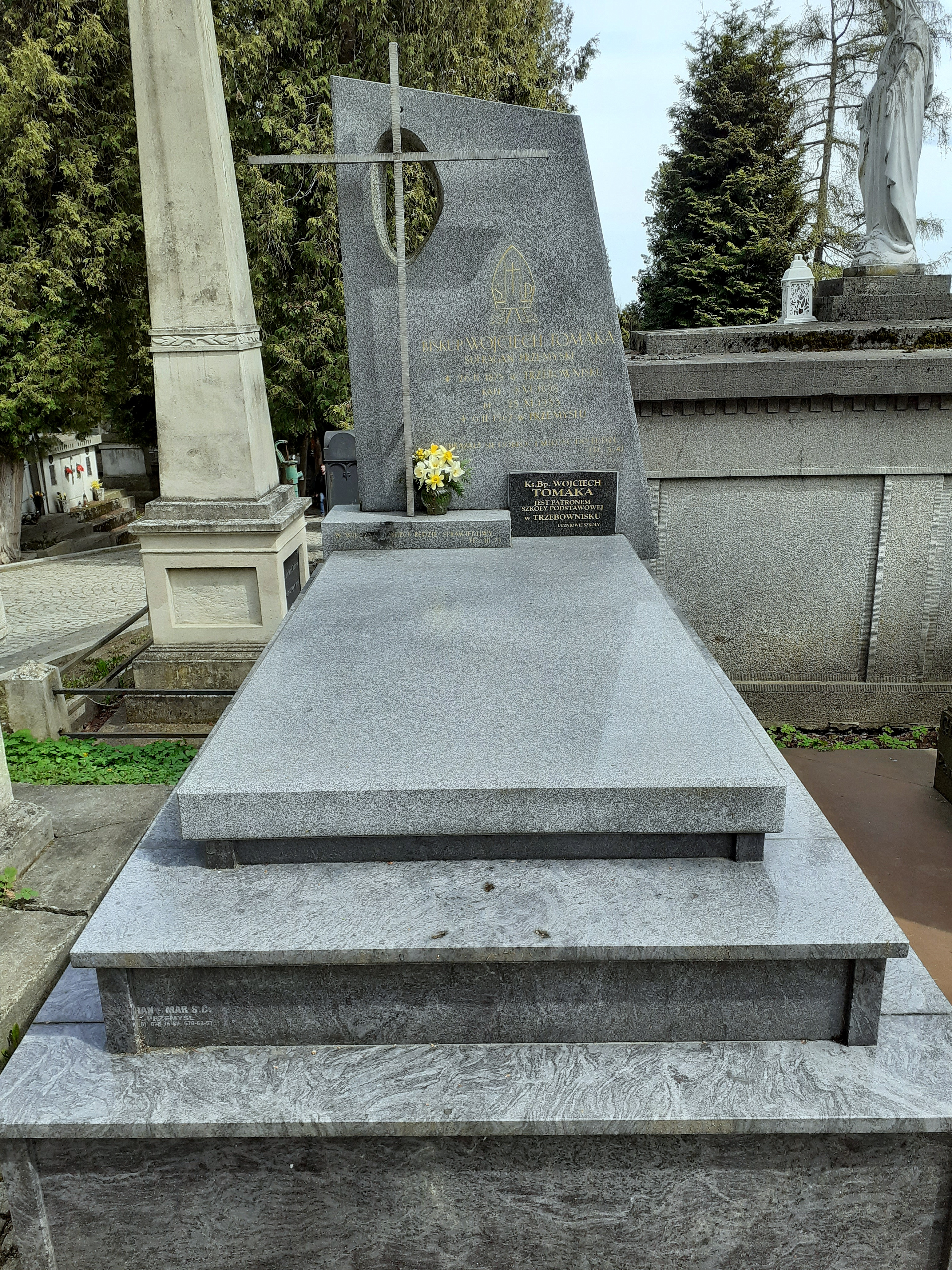
Nagrobek biskupa Wojciecha Tomaki na cmentarzu Głównym w Przemyślu

Wojciech Tomaka (ur. 27 lutego 1875 w Trzebownisku, zm. 6 lutego 1967 w Przemyślu) – polski duchowny rzymskokatolicki, biskup pomocniczy przemyski w latach 1934–1967.

## Życiorys
Urodził się 27 lutego 1875 w Trzebownisku. W 1895 zdał egzamin dojrzałości w Cesarsko-Królewskim Wyższym Gimnazjum w Rzeszowie, po czym odbył studia w przemyskim seminarium duchownym. Święcenia prezbiteratu otrzymał 8 czerwca 1899 w Przemyślu. Studia kontynuował na Uniwersytecie Gregoriańskim w Rzymie, uzyskując w 1903 doktorat.
Pracował jako wikariusz w Połomi i Łące. Był katechetą i dyrektorem Żeńskiego Seminarium Nauczycielskiego w Przemyślu. W przemyskim seminarium duchownym piastował stanowisko  prefekta i prowadził wykłady z katechetyki, podjął również wykłady w instytucie teologicznym. Zajmował urzędy radcy i referenta konsystorza biskupiego, oficjała sądu biskupiego, a także kapelana i sekretarza biskupa diecezjalnego przemyskiego Józefa Sebastiana Pelczara. W 1916 otrzymał przywilej noszenia rokiety i mantoletu, w 1923 został ustanowiony kanonikiem gremialnym kapituły przemyskiej, a w 1925 został obdarzony godnością prałata domowego Jego Świątobliwości. Był członkiem wydziału koła Towarzystwa Szkoły Ludowej im. H. Sienkiewicza w Przemyślu.
25 listopada 1933 papież Pius XI mianował go biskupem pomocniczym diecezji przemyskiej ze stolicą tytularną Helenopolis in Bithynia. Święcenia biskupie otrzymał 21 stycznia 1934. Konsekrował go biskup diecezjalny przemyski Franciszek Barda w asyście biskupa diecezjalnego tarnowskiego Franciszka Lisowskiego i biskupa pomocniczego lwowskiego Eugeniusza Baziaka. W 1934 został mianowany wikariuszem generalnym diecezji i asystentem kościelnym diecezjalnego instytutu Akcji Katolickiej. W 1938 został ustanowiony prepozytem kapituły katedralnej.
Po wybuchu II wojny światowej w latach 1939–1941 zarządzał częścią diecezji znajdującą się pod okupacją sowiecką. W 1940 został mianowany koadiutorem biskupa diecezjalnego łuckiego Adolfa Szelążka, jednakże urzędu nie objął. Po śmierci biskupa Franciszka Bardy od 17 listopada 1964 do lutego 1965 pełnił funkcję wikariusza kapitulnego.
W Episkopacie Polski od 1936 był członkiem Komisji Szkolnej oraz asystentem prymasa Augusta Hlonda w rokowaniach konkordatowych. Jako współkonsekrator uczestniczył w święceniach biskupa Bolesława Kominka (1954), biskupa pomocniczego przemyskiego Bolesława Taborskiego (1964) i biskupa diecezjalnego przemyskiego Ignacego Tokarczuka (1966).
Zmarł 6 lutego 1967 w Przemyślu. Został pochowany na przemyskim cmentarzu Głównym.

## Odznaczenia i upamiętnienie
W 1938 prezydent RP Ignacy Mościcki „za zasługi na polu pracy społecznej” nadał mu Krzyż Komandorski Orderu Odrodzenia Polski.
W 2001 został patronem Szkoły Podstawowej w Trzebownisku.